# Млетачко-турски рат (1714—1718)
Млетачко-турски рат (1714—1718) вођен је упоредо са Аустријско-турским ратом (1716—1718). Оба рата завршена су потписивањем Пожаревачком мира 21. јула 1718. године. У италијанској и западноевропској историографији, овај рат се назива и "Другим морејским ратом".

## Позадина
После турског пораза у Другој опсади Беча 1683. године, образована је Света лига 1684. године. У савез су ушле Пољска, Аустрија, Млетачка република, Свето римско царство, а касније им се придружила и Русија. Поражена у Великом турском рату, Турска је Карловачким миром приморана да се одрекне великог дела територије у корист Хабзбуршке монархије. Млетачка република је овим миром добила Мореју, Книн, Сињ, Вргорац и Габелу. Турци су, након потписивања мира желели да поврате ове територије, нарочито Мореју. Ипак, мир је одржаван више од 12 година. У међувремену, Турска обнавља своју морнарицу, а европске силе, заузете Ратом за шпанско наслеђе и Нордијским ратом нису могле да Млетачкој републици притекну у помоћ.
Турци су своје проблеме са Русима решили у Руско-турском рату (1710—1711) и осигурани са те стране могли су да започну рат са Млецима. Као повод за започињање рата послужило је то што је Млетачка пружила уточиште црногорском епископу Данилу након неуспешног устанка против Турака.

## Турско освајање Мореје
Током првих месеци 1715. године, велики везир Силахдар Дамат Али-паша са војском од 70.000 војника до јуна стиже до логора Тебе. Истовремено, турска морнарица са 80 ратних бродова осваја последње млетачке територије у Егејском мору, Тинос и Аигину. Млеци скоро да нису ни имали копнене снаге па нису успевали да пружају отпор Турцима на копну. 25. јуна Турцима се предао Акрокоринт уз гаранције да војници могу безбедно изаћи из града. Међутим, јаничари жељни борбе упадају у утврђење и масакрирају Млечане. Велики број војника тада је убијен или одведен у ропство. Спасило се само 180 млетачких војника који су побегли на Крф. Ови догађаји послужили су касније као инспирација Лорду Бајрону за песму „Опсада Коринта“. 20. јула Турци освајају и Нафплио, центар млетачких снага у Мореји. Не добијајући помоћ, млетачка војска капитулира, а цео Пелопонез поново је освојен у наредних 100 дана.

## Опсада Крфа
Након успеха у Мореји, Османлије су се окренуле освајању млетачких Јонских острва. Они без проблема одвајају острво Лефкаду (8. јула 1716) које су им Млеци отели 1684. године. Одатле крећу у напад на млетачко најважније острво Крф. Опсада Крфа почела је 19. јула 1716. године. У утврђењу је остало 8000 Млечана под вођством Јохана Шуленберга. Након великог невремена које је острво задесило 9. августа, Османлије прекидају опсаду. Браниоци Крфа ово невреме приписивали су њиховом свецу заштитнику, Светом Спиридону.

## Аустријска интервенција и крај рата
У лето 1715. године босански паша креће, са војском од 40.000 људи у освајање млетачких поседа у Далмацији. Турски војници поражени су код Сиња. Османски напад на Далмацију наводи Аустрију да уђе у рат.
Уз финансијску подршку папе Климента XI и гаранција од напада Француске, Аустрија је спремна за рат са Турском. 13. априла 1716. године аустријски цар Карло VI обнавља савез са Млетачком републиком због чега Турска објављује рат Аустрији. После великих аустријских победа у бици код Петроварадина и опсаде Београда Турци су приморани да траже мир. Он је склопљен 21. јула 1718. године у Пожаревцу. Пожаревачким миром Венеција је добила Јонска острва и Далмацију, али је изгубила поседе на Криту и Пелопонезу. Мир је трајао до новог Аустријско-турског рата (1735—1739).